# Банда Анатолия Бирюкова
Банда Анатолия Бирюкова (Банда «неуловимых») — преступное формирование, действовавшее в 1972—1983 годах.

## Участники банды
Банду организовали два человека — Сергей Рамьянов и Александр Долотов. Первое преступление бандиты совершили в августе 1972 года, в Донецке — похитили пистолет у милиционера. В том же году в банду вступил третий участник — Игорь Ишимов. В октябре 1974 года бандиты совершили второе преступление, на этот раз в Куйбышеве. Они напали на стрелка военизированной охраны и похитили у него пистолет. В 1978 году в банду вступил четвёртый участник — мастер спорта по стрельбе Анатолий Бирюков.

## Преступления
Днем 20 марта 1978 года инкассаторы Куйбышевского Госбанка ехали по обычному маршруту, но они сильно отставали от графика. Наконец под вечер они приехали к сберкассе на Партизанской улице. Один из инкассаторов направился в сберкассу за выручкой, а второй остался охранять два мешка с деньгами, в которых было 96 тысяч рублей. Для сравнения — цена кооперативной квартиры 12.000 рублей, машины «Жигули» — 6.000 рублей, туристической путевки — 500 рублей. Весть о пропаже таких денег немедленно долетела до Кремля и лично Л. И. Брежнева. Ограбление прошло следующим образом. Машина инкассаторов ГАЗ-24 заехала во двор сберкассы на Партизанской улице. Передние окна изрядно запотели. И тогда водитель открыл их. Второй инкассатор остался сзади и стал читать журнал «Крокодил». Внезапно к машине подошли двое. Один из них достал пистолет ТТ, завёрнутый в махровое полотенце. Из этого пистолета он расстрелял водителя и инкассатора. Правда, водителю удалось спастись. Бандиты захватили машину инкассаторов и скрылись на ней. В начале апреля 1978 года бандиты совершили ещё одно преступление. Из зверофермы под Куйбышевом они украли 32 норки. Уникальность этого преступления в том, что были украдены не шкурки, а сами зверьки. После этого банда совершила ещё несколько нападений. Несколько из них закончились убийствами. Осенью 1981 года банда совершила новое преступление. На авторынке она совершила нападение на двух рыночных торговцев, которые там хотели купить автомашину. В результате один из торговцев был убит, второй — тяжело ранен.

## Арест и суд
В августе 1983 года бандитов удалось арестовать. Бирюков и его сообщники пошли на сотрудничество со следствием и сознались в преступлениях.. В 1984 году суд приговорил Анатолия Бирюкова и ещё троих бандитов к расстрелу.